# Yerecoin
Yerecoin is een plaats in de regio Wheatbelt in West-Australië.

## Geschiedenis
Ten tijde van de Europese kolonisatie leefden de Juat Nyungah in de streek.
Reeds in de late jaren 1830 werd de streek door Europese kolonisten verkend. In 1847 werd het kloosterdorp New Norcia er gesticht. Het klooster kweekte paarden waar Yerecoin zou ontstaan. In 1919 opende de spoorweg tussen Calingiri en Piawaning. Yerecoin was een van de stations op het traject.
Het land rondom de spoorweg was in handen van de 'Midland Rail Company' en werd pas in 1925 verkaveld. Het bedrijf reserveerde grond voor een dorp maar het kwam in handen van een enkele eigenaar waardoor het maar langzaam ontwikkelde. In 1927 opende er een schooltje. Begin jaren 1930 opende een winkel met postkantoor en telefooncentrale. In 1936 werden graansilo's voor de opslag en het vervoer van graan in bulk aan het nevenspoor geplaatst.
In de jaren 1950 werden een gemeenschapszaal, de 'Yerecoin Hall', en een katholieke kerk, 'St Benedicts Church', gebouwd. In mei 1955 opende het 'Yerecoin Hotel'.
Pas in 1966 werd Yerecoin officieel gesticht. Het dorp werd naar een nabijgelegen waterbron vernoemd. De naam is Aborigines van oorsprong en werd voor het eerst in 1879 vermeld.

## Beschrijving
Yerecoin maakt deel uit van het lokale bestuursgebied (LGA) Shire of Victoria Plains, een landbouwdistrict. Het is een verzamel- en ophaalpunt voor de oogst van de graanproducenten uit de streek die bij de Co-operative Bulk Handling Group aangesloten zijn.
In 2021 telde Yerecoin 67 inwoners.
Yerecoin heeft een basisschool, een gemeenschapszaal en enkele sportfaciliteiten.

## Transport
Yerecoin ligt 156 kilometer ten noordnoordoosten van de West-Australische hoofdstad Perth, 22 kilometer ten oosten van het aan de Great Northern Highway gelegen historische kloosterdorp New Norcia en 21 kilometer ten noorden van Calingiri, de hoofdplaats van het lokale bestuursgebied waarvan het deel uitmaakt.
De spoorweg die langs Yerecoin loopt maakt deel uit van het goederenspoorwegnetwerk van Arc Infrastructure.